# Montsechiana
Montsechiana es un género de foraminífero bentónico de la subfamilia Pseudochoffatellinae, de la familia Cyclamminidae, de la superfamilia Loftusioidea, del suborden Loftusiina y del orden Loftusiida. Su especie tipo es Montsechiana martiguae. Su rango cronoestratigráfico abarca el Santoniense superior (Cretácico superior).

## Discusión
Clasificaciones previas incluían Montsechiana en el suborden Textulariina del orden Textulariida o en el orden Lituolida.

## Clasificación
Montsechiana incluye a las siguientes especies:
- Montsechiana martiguae †
- Montsechiana montsechiensis †